# Kiss (쿠라키 마이의 노래)
〈Kiss〉(키스)는 일본의 가수 쿠라키 마이의 16번째 CD 싱글로 2003년 4월 30일에 기자 스튜디오에서 발매됐다. 싱글반의 규격품번은 GZCA-7016이다.
시세이도 시브리즈 CM송. 〈Feel fine!〉 이래의 시브리즈의 CM 송이 되었다. YOKO B. Stone의 작곡 작품이다. 작곡에는 마지막에 임시 영어가사가 붙어있고, 거기에서 이미지해서 일본어의 가사가 쓰여졌다.

## 수록곡
1. Kiss (4:37)
  - 작사: 쿠라키 마이, 작곡: YOKO Black. Stone, 편곡: Cybersound
2. You are not the only one (4:04)
  - 작사: 쿠라키 마이, 작곡: 토쿠나가 아키히토, 편곡: Cybersound
3. Kiss (Instrumental)

## 참가 음악가
- 쿠라키 마이 – 코러스 (#1,2)
- 자니 리스크 – 기타
- 와타나베 료 – 기타 (#1)
- YOKO Black. Stone – 코러스 (#1)
- 마이클 어프릭 – 코러스, 랩 (#2)
- 케이스 버지 – 코러스 (#1)

## 수록 음반
- If I Believe